# Thomas Mauch
Pour les articles homonymes, voir Mauch.
Thomas Mauch, né le 4 avril 1937 à Heidenheim an der Brenz (Allemagne), est un cinéaste, scénariste, directeur de la photographie et producteur allemand.

## Biographie
Thomas Mauch mène une carrière de plus de cinquante ans au cinéma et à la télévision et est connu pour ses nombreuses collaborations avec Edgar Reitz, Alexander Kluge et Werner Herzog.

## Filmographie partielle

### Comme directeur de la photographie
- 1968 : Signes de vie (Lebenszeichen) de Werner Herzog
- 1968 : Les Artistes sous les chapiteaux : Perplexes (Die Artisten in der Zirkuskuppel: Ratlos) d'Alexander Kluge
- 1970 : Les nains aussi ont commencé petits (Auch Zwerge haben klein angefangen) de Werner Herzog
- 1970 : Les Docteurs volants de l'Afrique de l'Est (Die Fliegenden Ärzte von Ostafrika) de * * *Werner Herzog (documentaire télévisé)
- 1972 : Aguirre, la colère de Dieu (Aguirre, der Zorn Gottes) de Werner Herzog
- 1976 : Une fille unique de Philippe Nahoun
- 1976 : Beobachtungen zu einer neuen Sprache de Werner Herzog
- 1977 : La Ballade de Bruno (Stroszek) de Werner Herzog
- 1980 : Palermo (Palermo oder Wolfsburg) de Werner Schroeter
- 1981 : Fil, Fond, Fosfor de Philippe Nahoun
- 1981 : Desperado City de Vadim Glowna
- 1982 : Fitzcarraldo de Werner Herzog
- 1985 : Der Angriff der Gegenwart auf die übrige Zeit d'Alexander Kluge
- 1987 : Deadline de Nathaniel Gutman
- 1989 : Wallers letzter Gang de Christian Wagner
- 1995 : ID de Philip Davis
- 1999 : Ennemis intimes (Mein liebster Feind) de Werner Herzog
- 2006 : Warchild de Christian Wagner

### Effets spéciaux
- 1989 : Un dieu rebelle de Peter Fleischmann

## Récompenses et distinctions
- Deutscher Filmpreis : Meilleure photographie (1973, 1979, 1989)
- National Society of Film Critics : Meilleure photographie (1977)